# Pogonopoma
Pogonopoma (Погонопома) — рід риб триби Rhinelepini з підродини Hypostominae родини Лорікарієві ряду сомоподібні. Має 3 види. Наукова назва походить від грецьких слів pogon, тобто «борода», та poma — «кришка».

## Опис
Загальна довжина представників цього роду коливається від 22,3 до 26,3 см. Голова широка, дещо сплощена зверху, вкрита великими кістковими пластинками. З боків голови є одонтоди (шкіряні зубчики) — у кожного види різної кількості та розміру. Очі маленькі. Зіниці округлі. Рот являє собою присоску. З кутів рота тягнуться великі вирости. Зяброві отвори помірного розміру. Тулуб кремезний, циліндричний, вкрито кістковими пластинками (окрім черева). У черевній частині стиснуто. Спинний плавець низький з великими шипом (передній промінь). Грудні та черевні плавці доволі великі. Жировий плавець відсутній. Хвостовий плавець стиснутий, витягнутий.
Забарвлення темно-сіре або сіро-коричневе.

## Спосіб життя
Це демерсальні риби. Зустрічаються у швидкоплинних прозорих річках зі скелястим або кам'янистим дном (рідше з піщаним), хоча деякі екземпляри виловлювалися в непроточній воді. Живляться м'якими водоростями і личинками комах, бентосними організмами.

## Розповсюдження
Мешкає у басейні річок Параїба ду Сул і Уругвай.

## Види
- Pogonopoma obscurum
- Pogonopoma parahybae
- Pogonopoma wertheimeri